# القارة الحمراء (المكلا)

تعديل مصدري - تعديل

القارة الحمراء هي إحدى قرى عزلة المكلا بمديرية المكلا التابعة لمحافظة حضرموت، بلغ تعداد سكانها 39 نسمة حسب تعداد اليمن لعام 2004.